# Axel Johan von Köhler
Axel Johan von Köhler, född 10 augusti 1746, död 26 juli 1831 i Trolmen i Medelplana socken, Skaraborgs län, var en svensk friherre och jurist. Han var son till Georg Reinhold von Köhler.

## Biografi
von Köhler blev student vid Uppsala universitet 1760, auskultant i Göta hovrätt 1763, kanslist där samma år, notarie 1767, aktuarie 1770, vice fiskal samma år, assessor 1771 och revisionssekreterare 1782. Han var ledamot av konungens högsta domstol 1789–1792, blev vicepresident i Göta hovrätt 1792 och ånyo ledamot av högsta domstolen 1796. von Köhler beviljades avsked från högsta domstolen 1806 och från vicepresidentämbetet samma år. Han blev riddare av Nordstjärneorden 1797.

### Familj
von Köhler gifte sig första gången 15 november 1770 på Gullbringa i Ödeshögs socken med sin kusins dotter, grevinnan Eleonora Mariana Cronhielm af Flosta (1755–1772), dotter till kaptenen greve Fredrik Ulrik Cronhielm af Flosta och friherrinnan Henrietta Amalia Cornelia Anckarstierna.
Han gifte sig andra gången 9 maj 1773 i Eskilstuna med sin broders svägerska Carolina Brita Carleson (1747–1802), dotter till statssekreterare Carl Carleson och Maria Regina Ehrenkrook. De fick tillsammans barnen Maria Birgitta von Köhler (1774–1776), Hedvig Charlotta von Köhler (1775–1829) som var gift med generalmajoren Johan Leonard Belfrage, majoren Carl Axel von Köhler (1776–1842), Brita Maria von Köhler (1778–1854), Carolina Fredrika von Köhler (1779–1843) som var gift med majoren friherre Carl Georg Fock, kaptenen Fredrik Georg von Köhler (1781–1854), Lovisa Gustava von Köhler (1782–1827) som var gift med justitierådet Carl Johan Iserhielm, Johan Edvard von Köhler (1784–1831), Sofia Christina Köhler (1787–1862) som var gift med sin kusin, generallöjtnanten, friherre Gustaf Reinhold Boije af Gennäs, Henrietta Regina von Köhler (1790–1856) som var gift med kaptenen Svante Gustaf Reenstierna och kaptenen Gustaf Salomon von Köhler (1792–1816).
von Köhler gifte sig tredje gången 9 september 1803 på Ekenäs slott i Örtomta socken med sin kusins änka, friherrinnan Ebba Margareta Banér, dotter till kammarherren friherre Johan Mauritz Banér och friherrinnan Hedvig Ulrika Catharina Ribbing af Zernava. Ebba Margareta Banér var änka efter generalmajoren greve Gustaf Cronhielm af Flosta.